# Erika Ikuta
Erika Ikuta (生田 絵梨花, Ikuta Erika), née le 22 janvier 1997 à Düsseldorf, est une chanteuse et idole japonaise, membre du groupe féminin japonais Nogizaka46 de 2011 à 2021,.
Elle est la membre centrale du 10e single des Nogizaka46 Nandome no Aozora ka? sorti le 8 octobre 2014. En décembre 2018, elle devient le 5ème membre de Nogizaka46 à publier deux albums photo.
En décembre 2021, elle quitte le groupe pour se consacrer à une carrière de chanteuse et d'actrice.
En 2023, sa voix sera prêtée au personnage d'Asha, dans la version japonaise du film de Disney Wish.
C'est en mars 2024 qu'Ikuta lance son single solo intitulé Laundry, une chanson composée par elle-même et qui est présente sur son premier EP, Capriccioso, mis en vente le 10 avril de la même année.
Elle est également la deuxième actrice japonaise à jouer à la fois Cosette, Éponine et Fantine dans Les Misérables, la première étant Rina Chinen. 

## Discographie en groupe

### Avec Nogizaka46
| #       | Date de sortie   | Titre                         | Titre original         | A participé aux chansons                                                                          |
| Albums  | Albums           | Albums                        | Albums                 | Albums                                                                                            |
| ------- | ---------------- | ----------------------------- | ---------------------- | ------------------------------------------------------------------------------------------------- |
| 1       | 7 janvier 2015   | Tōmei na Iro                  | 透明な色               | Boku ga Iru Basho Anata no Tame ni Hikitai                                                        |
| 2       | 25 mai 2016      | Sorezore no Isu               | それぞれの椅子         | Kikkake Taiyō ni Kudokarete Teitaion no Kiss                                                      |
| Singles |                  |                               |                        |                                                                                                   |
| 1       | 22 février 2012  | Guru Guru Curtain             | ぐるぐるカーテン       | Guru Guru Curtain Nogizaka no Uta Aitakatta Kamoshirenai Ushinaitakunai Kara Shiroi Kumo ni Notte |
| 2       | 2 mai 2012       | Oide Shampoo                  | おいでシャンプー       | Oide Shampoo Mizutama Moyō Kokoro no Kusuri House!                                                |
| 3       | 22 août 2012     | Hashire! Bicycle              | 走れ! Bicycle          | Hashire! Bicyle Hito wa Naze Hashiru no ka? Oto ga Denai Guitar                                   |
| 4       | 19 décembre 2012 | Seifuku no Mannequin          | 制服のマネキン         | Seifuku no Mannequin Yubi Bōenkyō Koko Janai Doko ka? Yubi Bōenkyō(Animation Edition)             |
| 5       | 13 mars 2013     | Kimi no Na wa Kibō            | 君の名は希望           | Kimi no Na wa Kibō Shakiism Romantic Ikayaki                                                      |
| 6       | 3 juillet 2013   | Girl's Rule                   | ガールズルール         | Girl's Rule Sekai de Ichiban Kodoku na Lover Ningen to iu Gakki                                   |
| 7       | 27 novembre 2013 | Barrette                      | バレッタ               | Barrette Tsuki no Ōkisa Sonna baka na... Yasashisa To wa Tsuki no Ōkisa(Animation Edition)        |
| 8       | 2 avril 2014     | Kizuitara Kataomoi            | 気づいたら片思い       | Kizuitara Kataomoi Romance no Start Toiki no Method Danke Schön                                   |
| 10      | 8 octobre 2014   | Nandome no Aozora ka?         | 何度目の青空か？       | Nandome no Aozora ka? Korogatta Kane wo Narase! Watashi, Okiru. Tender days                       |
| 11      | 18 mars 2015     | Inochi wa Utsukushii          | 命は美しい             | Inochi wa Utsukushii Arakajime Katarareru Romance                                                 |
| 12      | 22 juillet 2015  | Taiyō Knock                   | 太陽ノック             | Taiyō Knock Muhyōjō Hane no Kioku                                                                 |
| 13      | 28 octobre 2015  | Ima, Hanashitai Dareka ga Iru | 今、話したい誰かがいる | Ima, Hanashitai Dareka ga Iru Popipappapā Kanashimi no Wasurekata                                 |
| 14      | 23 mars 2016     | Harujion ga Sakukoro          | ハルジオンが咲く頃     | Harujion ga Sakukoro Harukanaru Bhutan                                                            |
| 15      | 27 juillet 2016  | Hadashi de Summer             | 裸足でSummer           | Hadashi de Summer Boku Dake no Hikari Ringo Uri to Kamemushi                                      |
| 16      | 9 novembre 2016  | Sayonara no Imi               | サヨナラの意味         | Sayonara no Imi Kodoku na Aozora                                                                  |

### Avec NogizakaAKB
- Mazariau Mono (9 mars 2016)

## Filmographie
Dramas
- 2013 - Biblia Koshodō no Jiken Techō Épisode 5: Mirei Tanabe[8]
- 2013 - Umi no Ue no Shinryōjo Épisode 1[9]
- 2015 - Zannen na Otto: Mika Hosoi[10]
- 2015 - Hatsumori Bemars: Chopin[11]
- 2016 - Honto ni Atta Kowai Hanashi Natsu no Tokubetsu-hen 2016[12]

Cinéma
- 2012 - Hunger Games: Rue
- 2014 - Chōnōryoku Kenkyūbu no 3-nin: Ikuko Murata[13]
- 2023 - Il était une fois un studio: Asha
- 2023 - Wish : Asha et la Bonne Étoile: Asha

Théâtre
- 2007 - Coco Smile: Asu e no Rock 'n' Roll: Coco[14]
- 2009 - Heidi: Clara[15]
- 2014 - Rainbow Prelude: Louise[16]
- 2015 - Princesse Saphir: Princesse Saphir[17]
- 2017-2019 - Roméo et Juliette: Juliette[18]
- 2017-2019 - Les Misérables: Cosette[19]
- 2018 - Mozart!: Constanze
- 2019 - Natasha, Pierre & The Great Comet of 1812: Natasha Rostova
- 2019-2020 - Beautiful Woman -A Woman Who Has Met With God-: Kegare
- 2020 - Whistle Down the Wind: Swallow
- 2020-2022 - Your Lie in April: Kaori Miyazono
- 2021 - Les Misérables: Éponine
- 2023 - Mean Girls: Cady Heron
- 2023 - Gypsy: Louise
- 2024-2025 - Les Misérables: Fantine

## Shows
- 2013: Girls Award 2013 A/W[20]
- 2016: Girls Award 2016 A/W[21]

## Divers
Photobooks
1. 21 janvier 2016 - Tenchō=Modulation Erika Ikuta 1st Photo Book[1],[22]